# Denominación de Bayer
La denominación de Bayer es un sistema de denominación de estrellas iniciado por Johann Bayer a comienzos de siglo XVII en su atlas estelar Uranometria (1603).
Asignaba a la estrella más brillante de una constelación la letra α seguida del genitivo latino de la constelación —por ejemplo α Lupi—, la siguiente en brillo la letra β, continuando así con las letras del alfabeto griego en minúscula para las estrellas de la constelación siempre en brillos o magnitudes aparentes decrecientes. A estas letras se las denominan letras de Bayer.
En algunos casos el orden de asignación original de Bayer es incorrecto (no siempre la estrella más brillante tiene asignada la α) o a veces las fronteras modernas de las constelaciones no corresponden a las de Bayer. Aun así, la denominación de Bayer es ampliamente utilizada.
El sistema de Bayer se amplía para poder designar más estrellas. Primero usando letras latinas en minúsculas y luego mayúsculas. La mayoría de estas denominaciones se usan poco, con algunas excepciones, como P Cygni y l Carinae. La notación de Bayer latina mayúscula nunca va más allá de la Q; los nombres como R Leporis o W Ursae Majoris corresponden a denominaciones de estrellas variables que no tienen nada que ver con la denominación de Bayer.
También se usan superíndices para distinguir estrellas dobles que inicialmente tenían una sola denominación de Bayer, aunque esto no siempre es exclusivo de estrellas dobles, como la cadena de estrellas π1, π2, π3, π4, π5 y π6 Orionis.
Más tarde, John Flamsteed asignó números arábigos para identificar las estrellas de cada constelación. En ambos sistemas, a las letras o números sigue el genitivo latino del nombre de la constelación. Así, Aldebarán y Elnath son también conocidas como Alfa (α) y Beta (β) Tauri en el sistema de Bayer, u 87 y 112 Tauri en el sistema de Flamsteed, respectivamente.
En la antigüedad solo unas pocas estrellas brillantes recibieron nombres propios, los árabes asignaron nombres propios a muchas otras. Las estrellas también pueden recibir otros nombres, dependiendo de los diversos catálogos que se han compilado y de los que forman parte. De tal forma, una misma estrella recibe muchas denominaciones.